# Jonas Ekman Fjeldstad
Jonas Ekman Fjeldstad (22 de novembro – 20 de fevereiro de 1985) foi um geofísico norueguês. Foi professor de oceanografia na Universidade de Oslo, de 1947 a 1964.

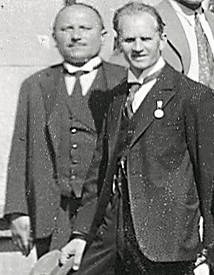
Giovanni Giambelli e Jonas Ekman Fjeldstad em Zurique, 1932